# 日本鯨類研究所
財團法人日本鯨類研究所（ICR，日语：／ Nihon kujirarui kenkyūjo）為本部設在日本東京都中央區之公益法人團體。該機關受到包含澳大利亞在內的多個國家指控，進行濫捕鯨魚。 主管機關為水產廳。，日本鯨類研究所負責日本國內捕鯨事項管理，該機關由於被海牙國際法庭認定以科學研究掩蓋商業捕鯨而受到極大爭議。且該機關被發現在1960年代開始就系統性地謊報捕鯨資料，造成對鯨魚數量的高估。

## 概要

### 設立目的
- 設立目的: 主要進行鯨類與海産哺乳類之調査研究，以及進行調查鯨類及海産哺乳類對於國際情勢之影響關係。並投入水産資源適切管理、與如何利用等之問題研究。

### 事業
- 鯨類及其他相關海産哺乳類調査及研究。
- 鯨類及其他相關海産哺乳類資料收集及提供。
- 鯨類及其他相關海産哺乳類國際情勢調査及情報收集與提供。
- 捕鯨相關社會經濟及法律的研究。
- 其他本研究所為達成目的必要之事業。

### 所在地
- 本部所在地：日本東京都中央區豐海町4-5 豐海振興大樓5樓。
- 圖書室：本所併設
- 鮎川實驗場：宮城縣石卷市鮎川濱字南68

## 沿革
- - 1941年（昭和16年） 設立中部科學研究所。
  - 1947年（昭和22年） 改組為財團法人鯨類研究所。
  - 1959年（昭和34年） 成立財團法人日本捕鯨協會・鯨類研究所。
  - 1987年（昭和62年） 設立財團法人日本鯨類研究所。

## 調査捕鯨

### 海洋守護者協會
- 2007年2月9日發生日本鯨類研究所派遣出的日本調査捕鯨母船日新丸遭到環保團體海洋守护者协会船隻接近並投射2只小型燃燒瓶，以致船甲板受到輕微損壞。[6]

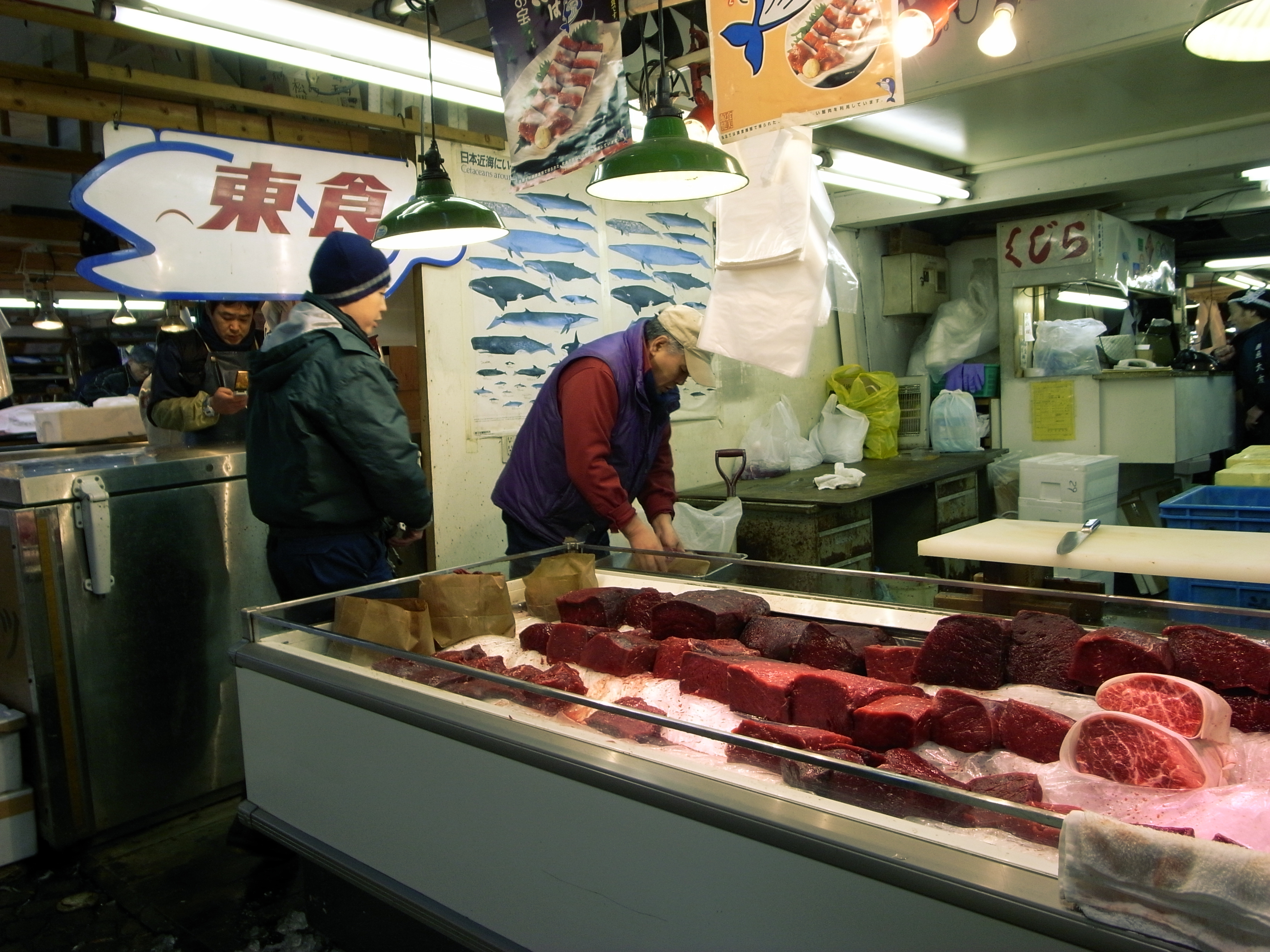
日本東京築地市場鯨魚肉商業販售。

## 外部連結
- 日本鯨類研究所HP （英文）
- 水産庁所管公益法人一覧HP （日語）